# Gregor Urbas
Gregor Urbas, slovenski umetnostni drsalec, * 20. november 1982, Jesenice. 
Gregor je osemkratni državni prvak Slovenije.

## Dosežki

### Po letu 2002
| Tekmovanje                                | 2002-2003 | 2003-2004 | 2004-2005                  | 2005-2006 | 2006-2007 | 2007-2008 | 2008-2009 |
| ----------------------------------------- | --------- | --------- | -------------------------- | --------- | --------- | --------- | --------- |
| Zimske olimpijske igre                    |           |           |                            | 29. mesto |           |           |           |
| Svetovno prvenstvo v umetnostnem drsanju  | 24. mesto | 20. mesto | 19. mesto v kvalifikacijah | 22. mesto | 22. mesto |           |           |
| Evropsko prvenstvo v umetnostnem drsanju  | 18. mesto | 14. mesto | 27. mesto                  | 17. mesto | 9. mesto  | 11. mesto |           |
| Slovensko prvenstvo v umetnostnem drsanju | 1. mesto  | 1. mesto  | 1. mesto                   | 1. mesto  | 1. mesto  | 1. mesto  |           |
| Zimska univerzijada                       |           |           |                            |           | 6. mesto  |           |           |
| Nagrada Eric Bompard                      |           | 9. mesto  | 10. mesto                  |           |           |           | 9. mesto  |
| Ruski pokal                               |           |           |                            |           | 11. mesto | 12. mesto |           |
| Pokal Bofrost                             |           | 5. mesto  |                            |           |           |           |           |
| Memorial Karla Schäferja                  |           | 6. mesto  |                            | 2. mesto  | 5. mesto  |           | 12. mesto |
| Memorial Ondreja Nepele                   | 3. mesto  |           |                            | 5. mesto  | 1. mesto  | 3. mesto  | 11. mesto |
| Zagrebški Zlati Spin                      | 6. mesto  |           |                            | 1. mesto  | 1. mesto  | 1. mesto  |           |
| Pokal Triglav                             | 1. mesto  | 1. mesto  | 1. mesto                   | 1. mesto  | 1. mesto  |           |           |
| Slovenski pokal                           | 1. mesto  | 1. mesto  | 1. mesto                   |           |           |           |           |
| Pokal Finlandia                           |           |           | 5. mesto                   |           |           | 8. mesto  |           |
| Pokal Nebelhorn                           | 13. mesto | 10. mesto |                            |           |           |           |           |

### Pred 2002
| Tekmovanje                                         | 1997-1998    | 1998-1999   | 1999-2000   | 2000-2001   | 2001-2002   |
| -------------------------------------------------- | ------------ | ----------- | ----------- | ----------- | ----------- |
| Svetovno prvenstvo v umetnostnem drsanju           |              |             |             | 30. mesto   | 28. mesto   |
| Evropsko prvenstvo v umetnostnem drsanju           |              |             |             | 27. mesto   | 19. mesto   |
| Svetovno maldinsko prvenstvo v umetnostnem drsanju | 23. mesto    | 17. mesto   | 23. mesto   | 13. mesto   | 6. mesto    |
| Slovensko prvenstvo v umetnostnem drsanju          | 1. mesto J.  | 2. mesto    | 2. mesto    | 1. mesto    | 1. mesto    |
| Zagrebški Zlati Spin                               |              | 9. mesto    | 7. mesto    | 15. mesto   | 12. mesto   |
| Pokal Triglav                                      | 10. mesto J. | 2. mesto J. | 2. mesto J. | 1. mesto J. | 2. mesto J. |
| Slovenski pokal                                    | 1. mesto J.  | 2. mesto    | 1. mesto    | 1. mesto    | 1. mesto    |
| Pokal Nebelhorn                                    |              |             |             | 6. mesto    | 13. mesto   |
| Junior Grand Prix Final                            |              |             |             |             | 8. mesto    |
| Junior Grand Prix, Ostrava                         |              |             |             |             | 5. mesto    |
| Junior Grand Prix, Sofija                          |              |             |             |             | 4. mesto    |
| Junior Grand Prix, Norveška                        |              |             |             | 4. mesto    |             |
| Junior Grand Prix, Ukrajina                        |              |             |             | 4. mesto    |             |
| Junior Grand Prix, Bled                            |              |             | 5. mesto    |             |             |
| Junior Grand Prix, Kanada                          |              |             | 8. mesto    |             |             |
| Junior Grand Prix, Francija                        |              | 10. mesto   |             |             |             |
| Junior Grand Prix, Nemčija                         | 23. mesto    | 13. mesto   |             |             |             |
| Junior Grand Prix, Madžarska                       | 13. mesto    |             |             |             |             |

- J = Mladinec ; QR = Kvalifikacije